# دیلان دی
دیلان دی (انگلیسی: Dillon Day؛ زاده ۱۸ اوت ۱۹۷۰) یک بازیگر پورنوگرافی است.